# فيليب والتون
فيليب والتون (بالإنجليزية: Philip Walton)‏ هو لاعب غولف أيرلندي، ولد في 28 مارس 1962 في دبلن في جمهورية أيرلندا.

## وصلات خارجية
- فيليب والتون على موقع رابطة أوروبا للاعبي الغولف المحترفين (الإنجليزية)
- فيليب والتون على موقع التصنيف العالمي الرسمي للغولف (الإنجليزية)